# Luciano Bottazzi
Luciano Bottazzi (Conselve, 3 ottobre 1910 – ...) è stato un calciatore italiano, di ruolo centrocampista.

## Caratteristiche tecniche
Giocò nel ruolo di terzino.

## Carriera
Giocò in Serie A con la Triestina.